# Amel Majri
Amel Majri (* 25. Januar 1993 in Monastir) ist eine tunesisch-französische Fußballspielerin.

## Vereinskarriere

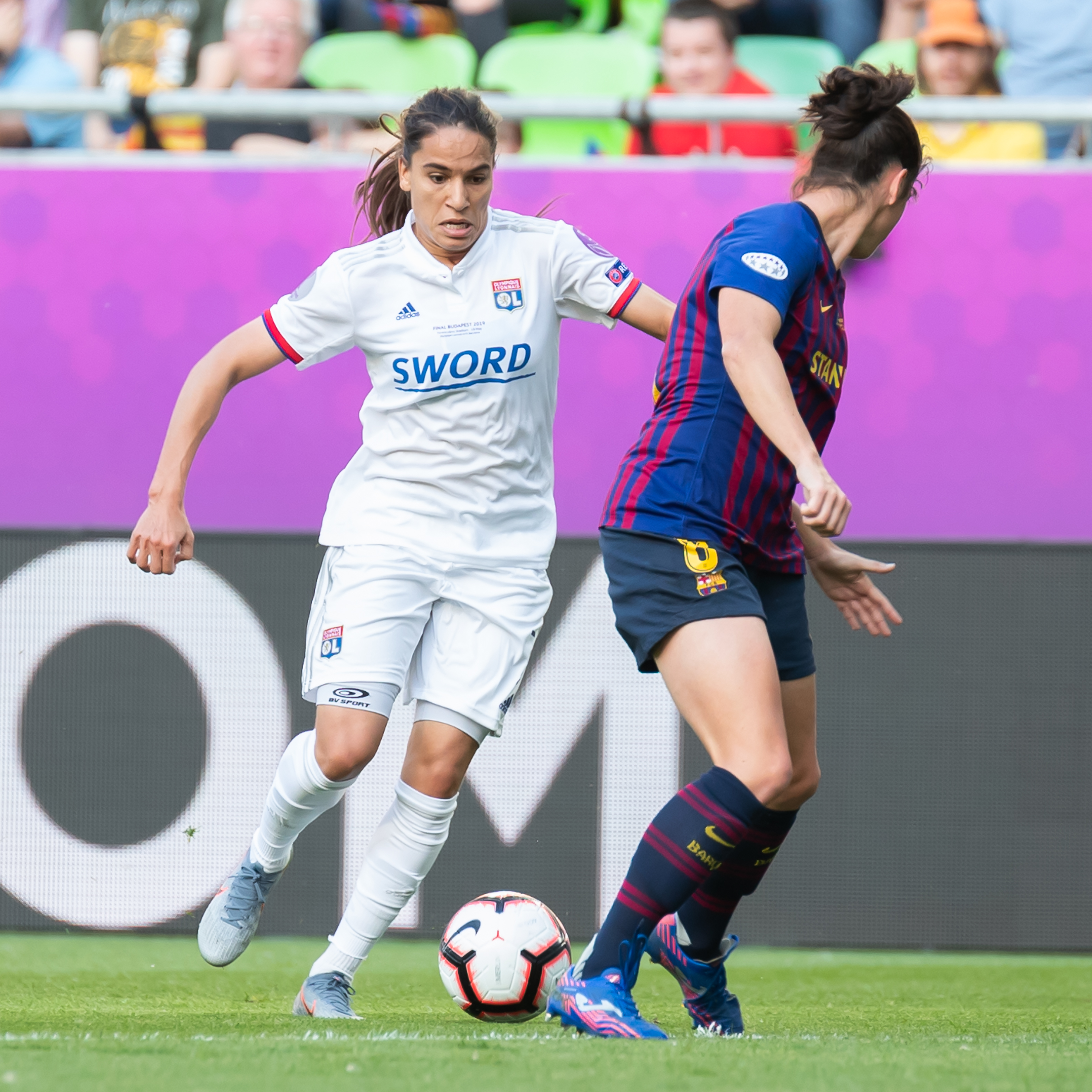
Majri für Olympique Lyon (2019)

Majri wuchs in der Nähe von Lyon in Frankreich auf und begann mit dem Fußballsport in der Jugend der AS Vénissieux Minguettes. Nachdem sie die Mädchenteams der Minguettes durchlaufen hatte, wechselte sie im Sommer 2007 zu Olympique Lyon. In Lyon wurde sie in der Saison 2007/08 in den Reservekader aufgenommen und spielte in drei Jahren in 21 Spielen für die Mannschaft in der dritten Division. Nach guten Leistungen für die Reservemannschaft in der Saison 2009/10 mit 5 Toren in 17 Spielen gab sie am 20. März 2011 ihr Profi-Debüt beim 10:1 gegen ESOF La Roche in der Division 1 Féminine. Gleich in ihrer ersten Saison mit OL konnte sie die UEFA Women’s Champions League und die Division 1 Féminine gewinnen. In der Saison 2011/12 war sie Stammkraft in der U-19-Mannschaft von Lyon; bei der Frauenmannschaft brachte sie es nur auf drei Spiele mit einem eigenen Torerfolg, ein Jahr später kam sie immerhin schon in neun der 22 Punktspiele zum Einsatz. Die linksfüßige Mittelfeldspielerin verfügt über eine gute Balltechnik.
Bei einem Punktspiel gegen die Girondins Bordeaux Anfang Oktober 2021 erlitt Majri einen mehrfachen Bänderriss im linken Knie, der dazu führte, dass nicht nur die Saison 2021/22 für sie frühzeitig beendet war und sie auch nicht für die Europameisterschaft im Juli 2022 in Frage kam. Anfang 2022, während ihrer Rekonvaleszenz, ließ die Spielerin wissen, dass sie voraussichtlich im Spätsommer Mutter wird, anschließend aber dem Beispiel ihrer Mannschaftskameradin Sara Björk Gunnarsdóttir folgen und ihr altes Leistungsniveau wieder erreichen wolle; ihr Verein räumte ihr diese Möglichkeit ein. Im Januar 2023, 15 Monate nach ihrer schweren Verletzung und sechs Monate nach der Geburt einer Tochter, bestritt sie erstmals wieder ein Punktspiel.

## Als Nationalspielerin
Majri stand im Kader der Tunesischen Fußballnationalmannschaft der Frauen und spielte zuvor seit Februar 2012 in der U-20 Nationalmannschaft Tunesiens.
Anfang 2014 berief allerdings Nationaltrainer Philippe Bergeroo Amel Majri in das 24-köpfige französische Aufgebot für den Zypern-Cup im März dieses Jahres, wo ihr ein Einsatz noch versagt blieb. Am 7. Mai 2014 wechselte Bergeroo sie im WM-Qualifikationsspiel der Bleues gegen Ungarn dann gut zehn Minuten vor dem Abpfiff ein, und Majri gelang in den Schlussminuten auch gleich ein Treffer zum 4:0-Endstand. Bei ihrem zweiten Spiel, drei Monate später und erneut gegen Ungarn, stand sie in der Startelf – wie auch danach auf der Linksverteidigerposition. Sie gehörte auch zum Kader für die Weltmeisterschaft 2015. Ihren ersten WM-Einsatz hatte sie im letzten Gruppenspiel gegen Mexiko (5:0). Danach kam sie erst wieder im mit 4:5 im Elfmeterschießen verlorenen Viertelfinale gegen Deutschland zum Zug. Hierbei unterlief ihr kurz vor Ende der regulären Spielzeit ein Handspiel im Strafraum. Den fälligen Strafstoß verwandelte Célia Šašić zum Ausgleich. Sie gehörte auch zum französischen Aufgebot beim olympischen Fußballturnier 2016 sowie zum Europameisterschaftskader 2017; verletzungsbedingt konnte Majri dann allerdings nicht zur EM in den Niederlanden mitreisen. Von Trainerin Corinne Diacre wurde Amel Majri in den französischen 23er-Kader zur WM 2019 im eigenen Land berufen.
Bislang hat Majri 66 Länderspiele im blauen Dress bestritten. Unter ihren dabei erzielten elf Treffern ist auch ein Hattrick, der ihr im November 2019 anlässlich der Europameisterschaftsqualifikation gegen Serbien gelang, woraufhin die Frauenfußballseite footofeminin.fr sie in ihrem Bericht wortspielerisch als „Amel Majrique“ bezeichnete. (Stand: 21. September 2021)
Sie wurde für die WM-Endrunde 2023 in Australien und Neuseeland nominiert, in zwei der fünf Spiele ihres Teams eingesetzt und schied mit der Mannschaft im Viertelfinale nach Elfmeterschießen gegen die Australierinnen aus.

## Erfolge
- Französische Meisterin: 2011, 2012, 2013, 2014, 2015, 2016, 2017, 2018, 2019, 2020, 2022
- Französische Pokalsiegerin: 2012 (ohne Einsatz im Finale), 2013, 2014, 2015 (ohne Einsatz im Finale), 2016, 2017, 2019, 2020
- Champions-League-Gewinnerin: 2012 (ohne Endspieleinsatz), 2016, 2017, 2018, 2019, 2020